# Megacyllene murina
Megacyllene murina là một loài bọ cánh cứng trong họ Cerambycidae.